# Schloss Egeskov

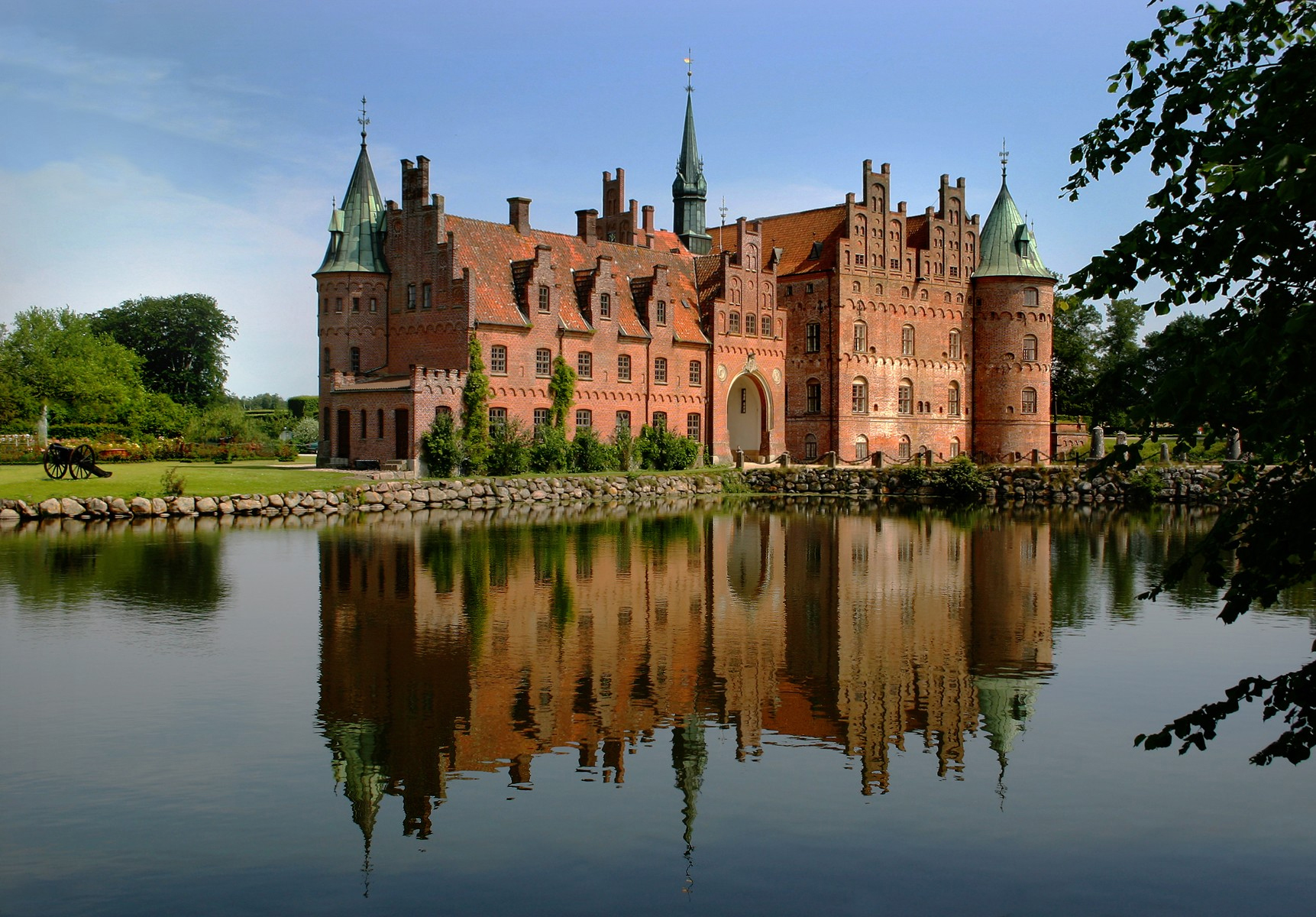
Schloss Egeskov

Schloss Egeskov [ˈeːəsgɔu̯ʔ] ist eine Wasserburg in Kværndrup auf der Insel Fünen in Dänemark. 
Das noch mittelalterlich geprägte Bauwerk wandelte sich im Laufe seiner Geschichte von einer äußerlich spätgotischen, innen schon im Stil der Renaissance gestalteten Wasserburg zu einem wohnlichen Landschloss. Das Gebäude ist von umfangreichen Gärten umgeben (nach Angaben der Eigentümer die größte historische Gartenanlage Dänemarks) und auf dem Schlossgelände befinden sich mehrere Museen.  

## Geschichte

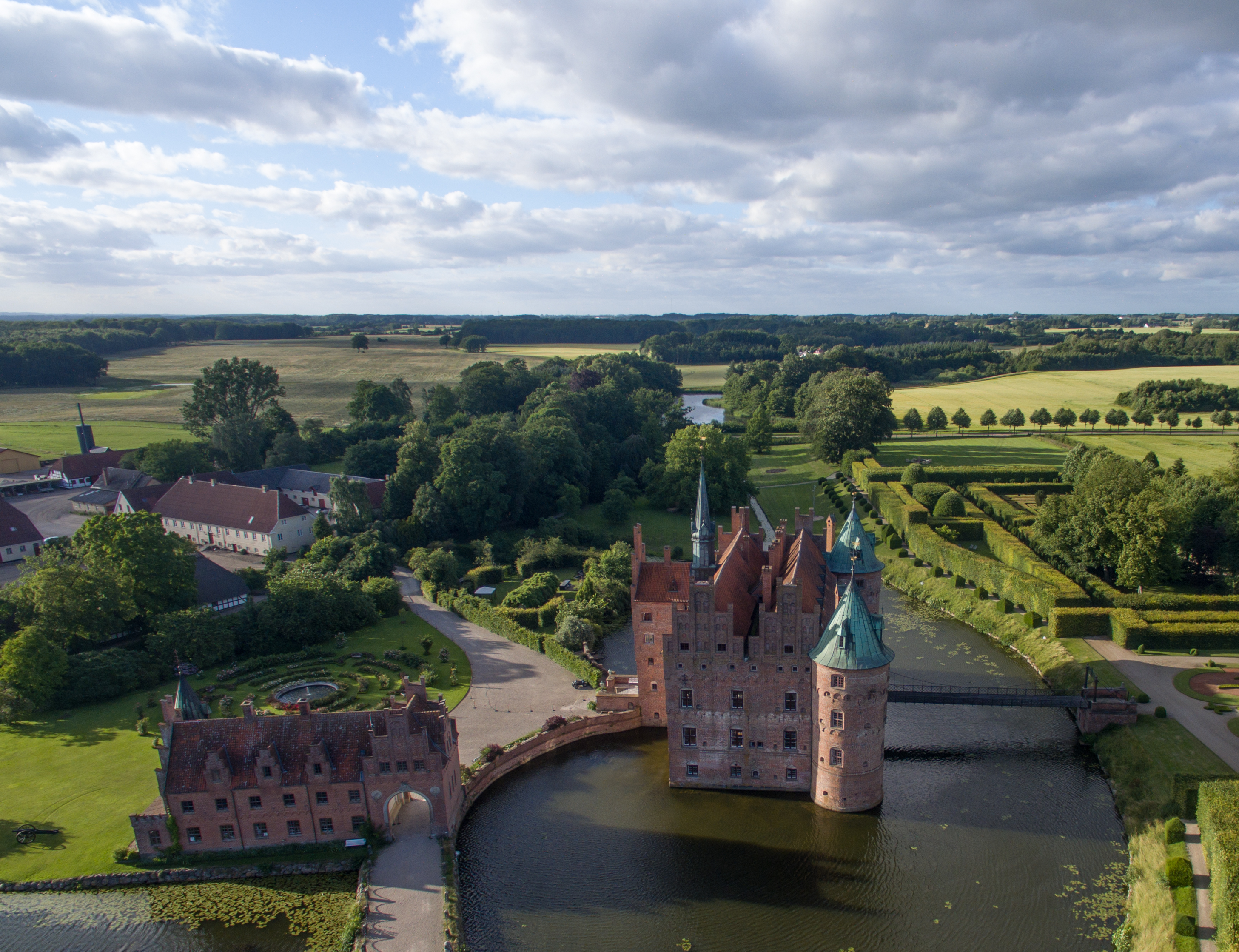
Schloss Egeskov

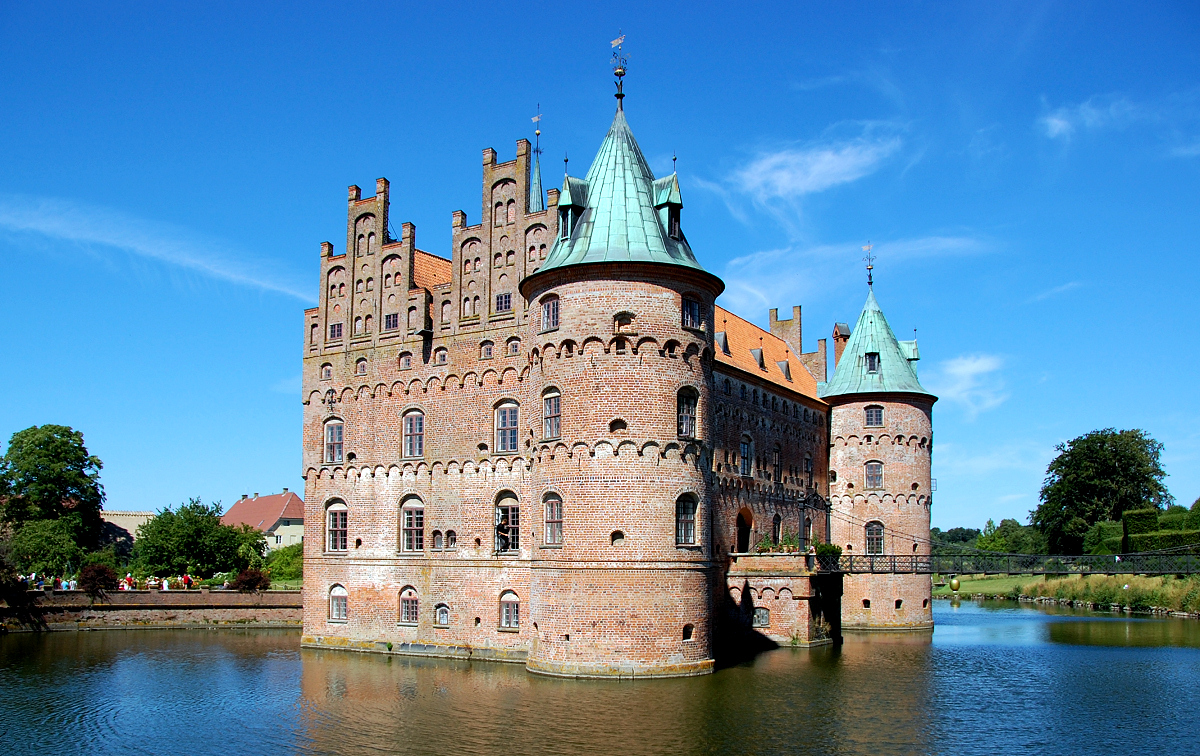
Schloss Egeskov

Das Schloss wurde von dem Reichsmarschall Frands Brockenhuus (1518–1569) erbaut und im Jahre 1554 vollendet. Er hatte 1545 Anne Tinhuus geheiratet, die den ursprünglichen Bauernhof von ihren Eltern übernommen hatte. Die politischen Unruhen, die Reformation und der Bürgerkrieg von 1534 bis 1536 veranlassten viele Großgrundbesitzer jener Zeit, ihren Wohnsitz als eine schwer einnehmbare Festung zu bauen. So auch Frands Brockenhuus, der seine Burg mitten in einem See erbaute, nach der Überlieferung auf einem Fundament auf so vielen Eichenpfählen, dass „ein ganzer Eichenwald dabei draufging“. Daher auch der Name Egeskov (Eichenwald).
Bis 1784 wurde Egeskov unter den Nachkommen von Brockenhuus weitergegeben, darunter Corfitz Ulfeldt und seine Brüder über ihre Mutter Anne Brockenhuus. 1784 kaufte der Geheimrat und Amtmann Henrik Bille-Brahe (1709–1789) das Schloss. Er stammte aus dem Adelsgeschlecht Bille und hatte 1787 das Patent der ausgestorbenen Adelsfamilie Brahe erstanden. Bis 1882 blieb Schloss Egeskov im Besitz der Familie Bille-Brahe. Dann übernahm Julius Ahlefeldt-Laurvig-Bille das Schloss. Er beauftragte den schwedischen Architekten Helgo Zettervall mit der Renovierung des Gebäudes. Er erhöhte die Turmhelme, stellte die früheren Stufengiebel wieder her und errichtete den Torbau. Seinen Nachkommen, den Lehnsgrafen Ahlefeldt-Laurvig-Bille, gehört das Schloss noch heute. 1986 wurde es für Tourismus geöffnet.

## Museen

### Schlossmuseum
Wichtigster Teil der musealen Anlagen ist das Renaissance-Schloss selbst. Darin sind ca. zehn prunkvolle Räume in zwei Etagen und ein Ausstellungsbereich im Dachboden zu besichtigen. Eine große Zahl exotischer Jagdtrophäen kündet von der Jagdleidenschaft eines früheren Schlossherren.
Möbel, Gemälde, Musikinstrumente, Porzellan und viele weitere Kunstgegenstände dokumentieren die lange Geschichte des Hauses, dessen Eigentümer heute Graf Michael Ahlefeldt-Laurvig-Bille ist.

### Titanias Palast
Bekanntestes Exponat des Museums ist das sehr große Puppenhaus „Titanias Palast“, benannt nach der Elfenkönigin Titania. Der englische Offizier Sir Neville Wilkinson baute mehr als 15 Jahre an diesem einzigartigen Kunstwerk. Der zimmergroße Palast besteht aus über 3000 Teilen in großer Detailtreue und birgt zum Teil selbst wertvolle Kunstschätze. Unter den Miniaturräumen des Palasts befindet sich z. B. eine Kapelle mit spielbarer Orgel.

### Weitere Museen

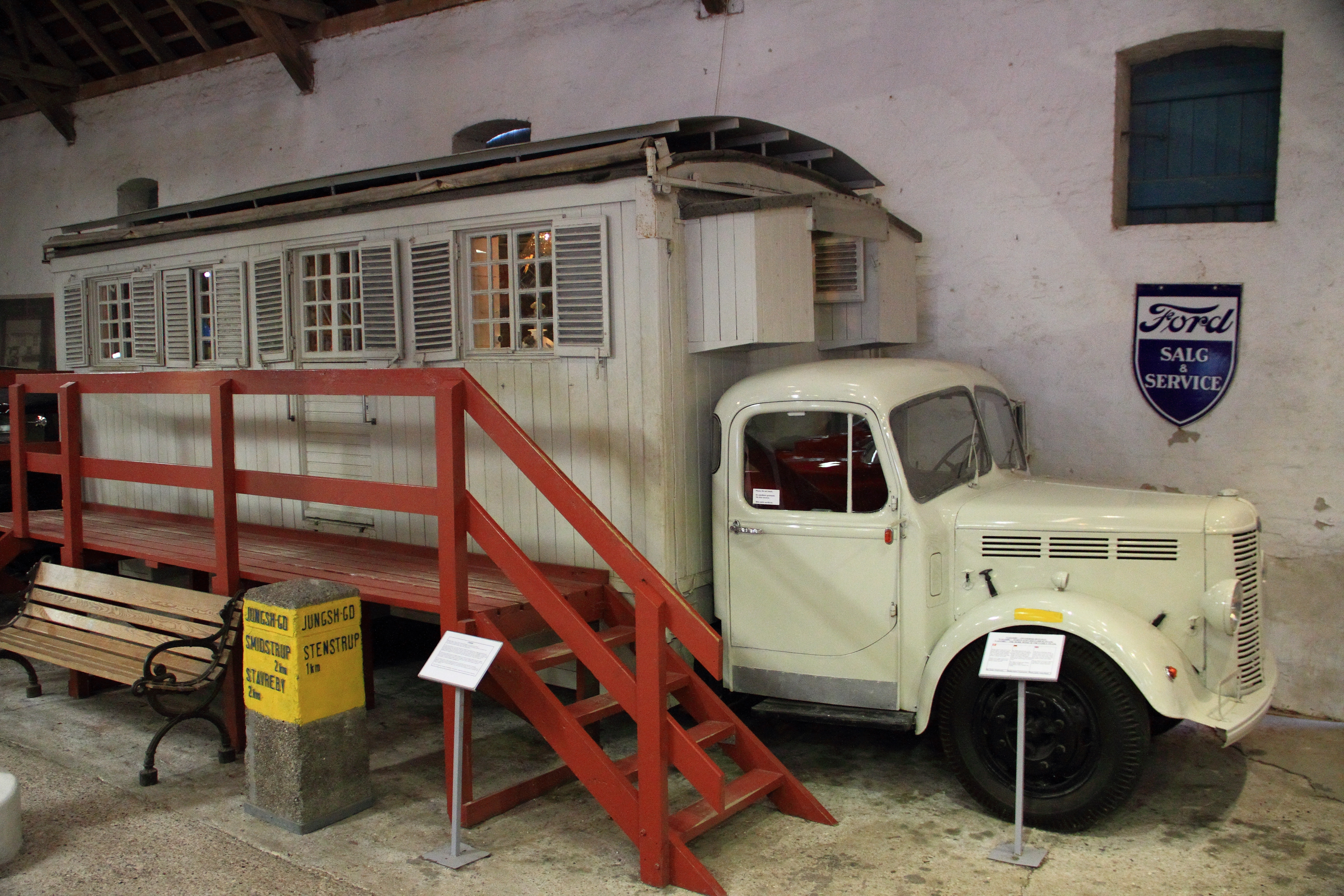
Wohnmobil des Malers Sigurd Swane im Automobilmuseum

In den Nebengebäuden befinden sich mehrere weitere Museen, darunter Ausstellungen von Automobilen (Oldtimer bis zu den 1970er Jahren), Flugzeugen und Motorrädern, ein Museum zur Geschichte des Rettungswesens in Dänemark und eine Ausstellung von Puppenhäusern. Weitere Ausstellungen beschäftigen sich mit der Geschichte der Landwirtschaft, des Handels und Handwerks.

## Die Sage vom Holzmännchen
Auf dem Dachboden des Treppenturmes liegt eine Holzfigur, die früher einen Saal des Schlosses schmückte. Nach der Sage darf sie nie von ihrem Platz entfernt werden und muss zu Weihnachten jeweils ein neues Strohlager bereitet bekommen, anderenfalls werde Egeskov in der Heiligen Nacht im Graben versinken.

## Der Garten

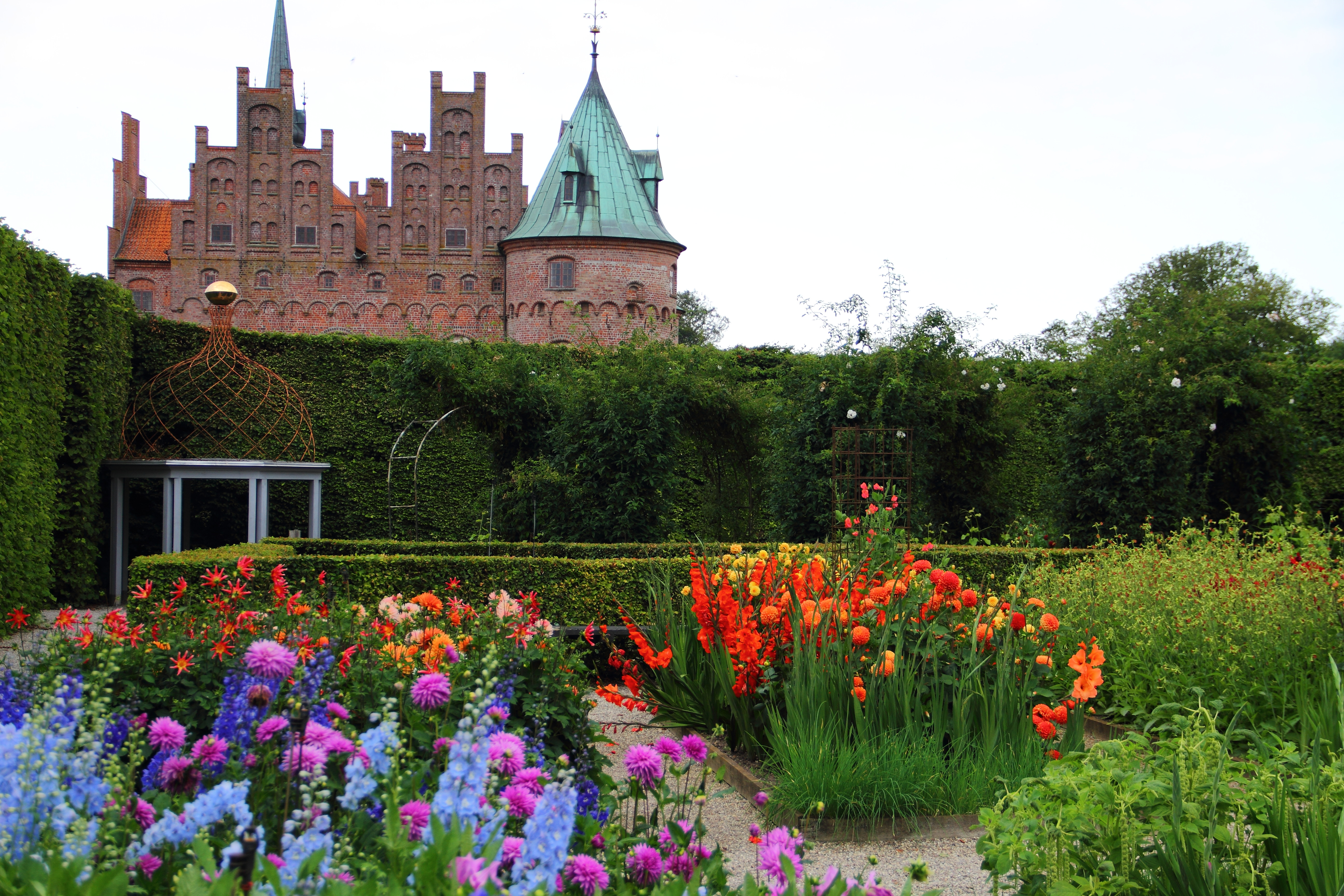

Die den Burgsee umgebenden Gartenanlagen sind zu unterschiedlichen Zeiten entstanden und auch in der Gegenwart immer wieder erweitert und den touristischen Erwartungen angepasst worden. Ein formaler Gartenbereich gegenüber dem Schloss wurde bereits in den 1950er-Jahren rekonstruiert.

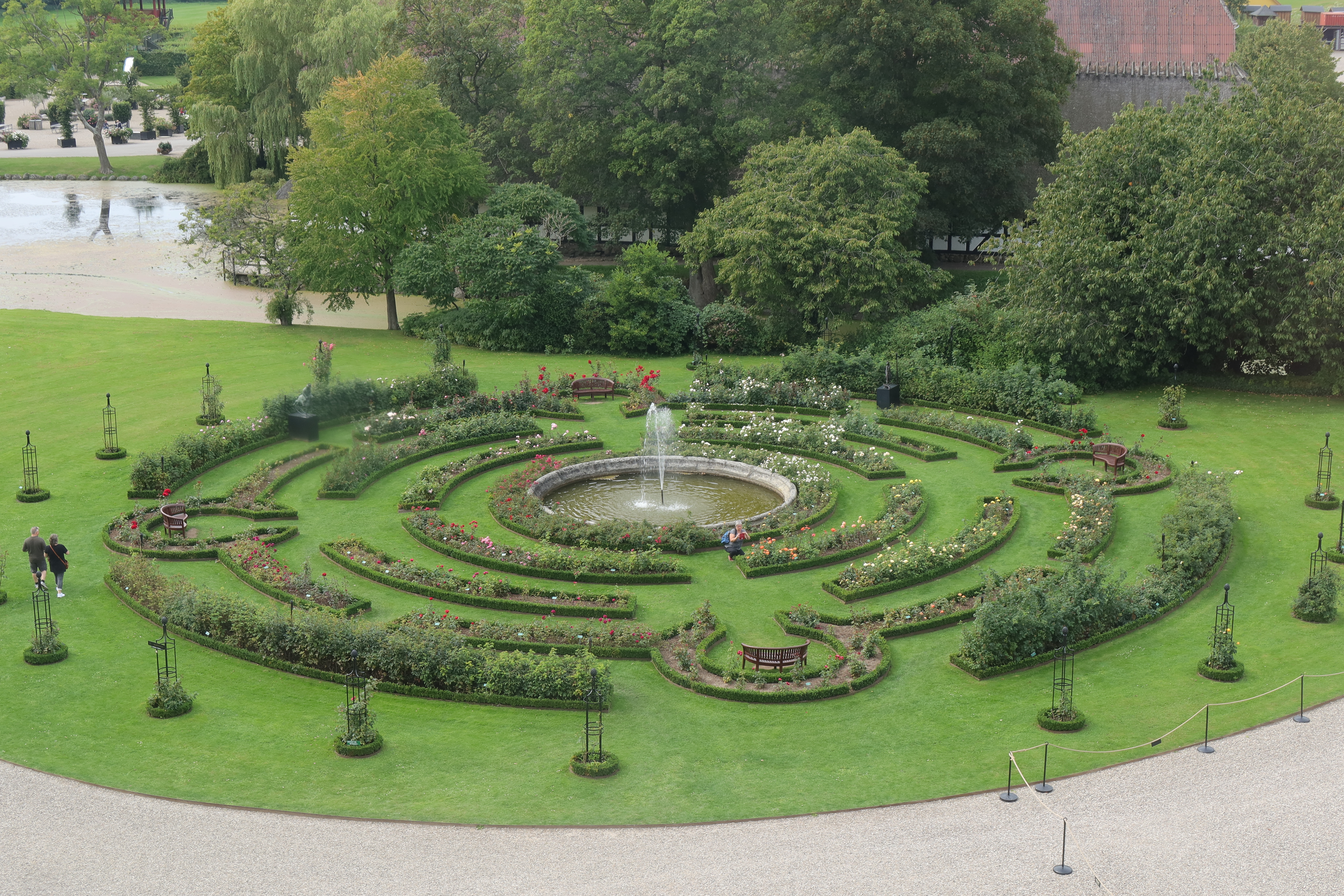
Das Rosarium in Labyrinthform, vom Westturm aus gesehen

Im nordöstlichen Teil, der nicht öffentlich zugänglich ist, befindet sich ein historischer Irrgarten aus  Hainbuchenhecken, der in seinem Wegemuster weitgehend der berühmten Anlage beim Hampton Court Palace entspricht; seine Entstehung wird auf das Jahr 1733 datiert. Eine stark vergrößerte und etwas erweiterte Nachpflanzung, entworfen von dem Multikünstler Piet Hein, liegt südöstlich des Burgsees, ebenso zwei weitere moderne Gartenlabyrinthe.
Der Garten erhielt 2012 den „Europäischen Gartenpreis“ des European Garden Heritage Network in der Kategorie „Weiterentwicklung historischer Anlagen“.

## Egeskov Mühle
Die 1855 gebaute Egeskov Mühle liegt 2,0 km von Schloss Egeskov entfernt. 1952 benutzte der Zeichner Ib Andersen die Mühle als Motiv des neuen Zehn-Kronenscheins. Sie wurde dadurch landesweit bekannt.